# استان گوایاس
استان گوایاس (به اسپانیایی: Provincia del Guayas) یکی از بیست و چهار استان کشور اکوادور است. مرکز آن نیز گوایاکیول است.